# Szklarska Poręba
Szklarska Poręba (in tedesco Schreiberhau) è una città polacca del distretto di Jelenia Góra nel voivodato della Bassa Slesia.
Ricopre una superficie di 75,44 km² e nel 2007 contava 7 031 abitanti.

## Storia
Nel settembre 1947 a Szklarska Poręba fu fondato il Cominform, organizzazione internazionale che riunì i partiti comunisti fino al 1956.

## Sport
Stazione sciistica specializzata nello sci nordico, ha ospitato assieme a Karpacz i Campionati mondiali juniores di sci nordico 2001, una tappa della Coppa del Mondo di sci di fondo 2012 e numerose gare minori.